# Cato Hansen
Cato André Hansen (ur. 28 listopada 1972 w Lyngvær, Lofoty) – norweski trener piłki nożnej i dawny piłkarz.
W latach 1995–2006 grał w klubie Bodø/Glimt, gdzie rozegrał 217 meczów w I lidze. W sezonie 2006 został kapitanem drużyny.
Trzy miesiące po rozpoczęciu sezonu, Hansen otrzymał propozycję kontraktu od Bryne. Klub Bodø/Glimt zgodził się na jego odejście 6 miesięcy przed terminem zakończenia umowy.
Hansen jest obecnie trenerem w drugoligowym zespole Stavanger IF.